# ساکورا آندو
ساکورا آندو (انگلیسی: Sakura Ando؛ زادهٔ ۱۸ فوریهٔ ۱۹۸۶) هنرپیشهٔ اهل ژاپن است که از سال ۲۰۰۷ میلادی تاکنون مشغول فعالیت بوده است. وی در سی و یکمین جشنواره فیلم یوکوهاما برندهٔ جایزهٔ بهترین بازیگر نقش مکمل زن شده است.
او در فیلم‌های ابراز عشق (۲۰۰۸)، سرزمین ما (۲۰۱۲)، میهن (۲۰۱۴)، عشق ۱۰۰ ینی (۲۰۱۴)، دزدان فروشگاه (۲۰۱۸)، هیولا (۲۰۲۳) و گودزیلا منهای یک (۲۰۲۳) بازی کرده است.